# Chi trova prende
Chi trova prende è un racconto popolare Bondei, quindi proveniente dall'attuale Tanzania, che appartiene al genere dei racconti morali  

## Genere letterario
Il racconto è catalogabile nell'ambito dei racconti morali, ossia di quelli incentrati sull'aspetto morale della vita, dell'uomo e delle sue azioni, raccontati con il preciso scopo di indurre un dibattito su particolari tematiche, quali la famiglia e la vita comunitaria.
In questo tipo di racconti brevi, è prevista una soluzione al problema posto, come anche il desiderio di impartire lezioni morali tramite messaggi chiari e semplici. Generalmente narrano drammi familiari o comunitari e tendono ad evidenziare casi sfortunati o relazioni mal riuscite.
Uno dei temi più affrontati è la spartizione del cibo, che mette in luce l'egoismo dei protagonisti: in questo caso il varano ruba il cibo, ma si giustifica affermando di averlo trovato.

## Trama
Nei giorni della carestia, tutti gli animali sono impegnati ad accaparrarsi le maggiori riserve di cibo possibili. La tartaruga compra una buona dose di granoturco e si incammina per la via del ritorno quando le capita di vedersi la strada sbarrata da un albero e malauguratamente, nel tentativo di scavalcarlo perde il suo prezioso sacchetto di provviste, che viene invece adocchiato dal varano che se ne approfitta. A nulla servono le proteste della tartaruga che si appella anche al consiglio degli anziani che le respinge sostenendo che chi trova può prendere.
Trascorre un certo periodo e capita che la tartaruga ed i suoi amici diano fuoco alla foresta per intrappolare la preda; in questo modo spaventano il varano che si nasconde quasi completamente sottoterra, lasciando allo scoperto solo la punta che viene afferrata dalla tartaruga che afferma di volerla utilizzare come spada. Questa volta è il varano ad appellarsi agli anziani che gli danno torto con la stessa motivazione precedente. Alla fine il varano deve essere tagliato per far eseguire la giustizia.   
La lezione morale del racconto e che prima di fare del male a qualcuno, basterebbe pensare a quello che un giorno può capitare anche a noi.